# Српски југ (часопис, 1994)
Српски југ: магазин за науку и уметност југа Србије (Београд: Графосистем, затим Алтера, 1994—1995) био је часопис који је 1994. године покренула група интелектуалаца са амбицијом да се бави проблемима српског југа. Током две године, објављене су четири свеске часописа, од којих последње две имају нумерацију као двоброј.

## Концепција и циљеви
Књижевник Иван Ивановић који је уредио прве три свеске магазина Српски Југ, написао је поводом излажења првог броја став да је „... српски Југ у науци недовољно проучен и вреднован, а у уметности потцењен и маргинализован”. Такође, изнео је тврдњу да је „југословенска криза почела на српском југу, тачније на Косову”. Артикулишући даљу уређивачку политику магазина Српски југ, уредништво је у двоброју 3—4 прецизирало да је за Србију мањи проблем што је она политички на европском истоку а не на Западу. Много већи проблем је што је она на Југу, што спада у сиромашне државе и припада неразвијеном свету. Но чак и таква, „Србија на југу има свој Југ који заостаје за Севером”.
Историчар Момчило Павловић, поводом преузимања уредништва у магазину Српски југ, објавио је у двоброју 5—6, уједно последњем, уводник у коме упозорава на „релативну и апсолутну заосталост југа Србије у сваком погледу”.

## Чланови уредништва

### Српски југ број 1
Главни и одговорни уредник: Иван Ивановић
Редакција: Петар Бјелица (Београд), Милутин Ђорђевић (Ниш), Николај Тимченко (Лесковац), Мирослав-Цера Михаиловић (Врање), Александар Чернов (Прокупље).

### Српски југ број 2
Главни и одговорни уредник: Иван Ивановић
Редакција: Петар Бјелица (Београд), Милутин Ђорђевић (Ниш), Николај Тимченко (Лесковац), Мирослав - Цера Михаиловић (Врање), Александар Чернов и Драгољуб Мирковић (Прокупље), Момчило Антић (Пирот), Драгослав Манић Форски (Бабушница).

### Српски југ број 3—4
Главни и одговорни уредник: Иван Ивановић
Редакција: Петар Бјелица, Ђорђе Јанић, Јован Пејчић и Зоран Милић (Београд), Милутин Ђорђевић и Саша Хаџи Танчић (Ниш), Николај Тимченко (Лесковац), Мирослав - Цера Михаиловић (Врање), Александар Чернов и Драгољуб Мирковић (Прокупље), Момчило Антић (Пирот), Драгослав Манић Форски (Бабушница).

### Српски југ број 5—6
Главни и одговорни уредник: Момчило Павловић
Редакција: Томислав Н. Цветковић, Нинослав Златановић, Љубодраг Димић, Андон Костадиновић, Александар Виденовић, Миле Ристовић, Николај Тимченко, Дивна Митровић.

## Аутори
- Петар Бјелица,
- Венцеслав Глишић,
- Иван Ивановић,
- Слободан Инић,
- Горан Илић,
- Маринко Арсић Ивков,
- Ђорђе Јанић,
- Никола Милошевић,
- Јаша М. Продановић,
- Предраг Протић,
- Милан Ст. Протић,
- Момчило Павловић, Будимир Павловић,
- Балша Рајчевић,
- Николај Тимченко,
- Витомир Теофиловић,
- Томислав Н. Цветковић,
- Драгослав Манић Форски,
- Предраг Чудић,
- Коста Чавошки,
- Вељко Шаљић,
- Спасоје Шејић,
- Војин Шуловић